# Slag in de Baai van Manilla

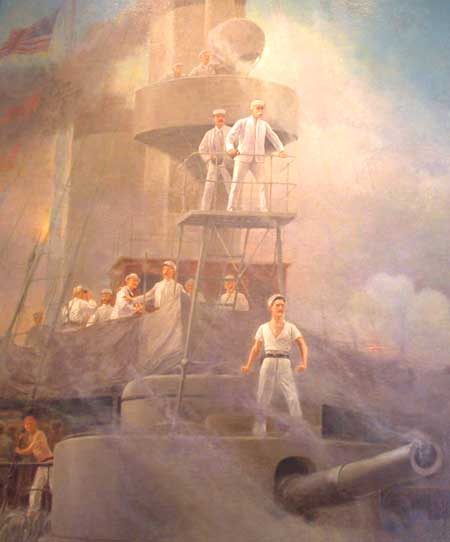
Commandant George Dewey op de USS Olympia (C-6) tijdens de Slag in de Baai van Manilla

De Slag in de Baai van Manilla vond plaats op 1 mei 1898 gedurende de Spaans-Amerikaanse Oorlog. De Amerikaanse Aziatische Vloot onder leiding van commodore George Dewey trof daarin de Spaanse Aziatische Vloot onder leiding van admiraal Patricio Montojo y Pasarón. De slag vond plaats in de Baai van Manilla in de Filipijnen en was de eerste belangrijke confrontatie van de oorlog. Resultaat was de totale vernietiging van de Spaanse Vloot.

## Aanleiding
Op 15 februari 1898 ontplofte het pantseroorlogsschip USS Maine (ACR-1), dat al twee maanden in de haven van Havana lag, onder mysterieuze omstandigheden. 266 manschappen verloren hierbij het leven. De explosie werd de aanleiding voor de Spaans-Amerikaanse Oorlog. Deskundigen voorspelden een nederlaag voor de kleine Amerikaanse vloot, maar vlootcommandant Dewey bij Manilla en commandant Schley bij Santiago de Cuba, bewezen hun ongelijk.

## Geschiedenis
Als gevolg van de crisis rond Cuba, naar aanleiding van een Cubaanse opstand tegen het Spaanse regime, wachtten de bemanningen van vier Amerikaanse pantserkruisers in Hongkong op de onvermijdelijke oorlog met Spanje.
De kanonniers oefenden voortdurend en de witte schepen werden grijs overgeschilderd. Op het vlaggenschip USS Olympia (C-6) wachtte de 61-jarige vlootcommandant George Dewey op orders uit de Verenigde Staten. Ruim 30 jaar geleden was hij als luitenant in actie op Farragut's vloot bij New Orleans. Dewey meende dat hij als een onbekende uit de actieve dienst zou terugtrekken, maar hij kreeg nu de kans op roem en eer met de nakende zeeoorlog.
Twee dagen nadat de oorlog was verklaard ontving Dewey orders van president William McKinley:
"Vaar onmiddellijk uit naar de Filipijnen. Val onmiddellijk aan, in het bijzonder de Spaanse vloot. U moet vijandelijke vaartuigen in beslag nemen of vernietigen."
Versterkt met een vijfde pantserkruiser voer de vloot uit. Bij Luzon verwachtte iedereen de Spanjaarden, maar er was niets te zien. Te middernacht bij heldere maanlicht en nog voor het begin van de slag, bereikte Dewey Corregidor, dat de nauwe ingang tot de Baai van Manilla bewaakte. Hij liet, op de heklichten na, alle lichten doven en stipt in kiellinie voeren ze langs het eiland.

## De slag

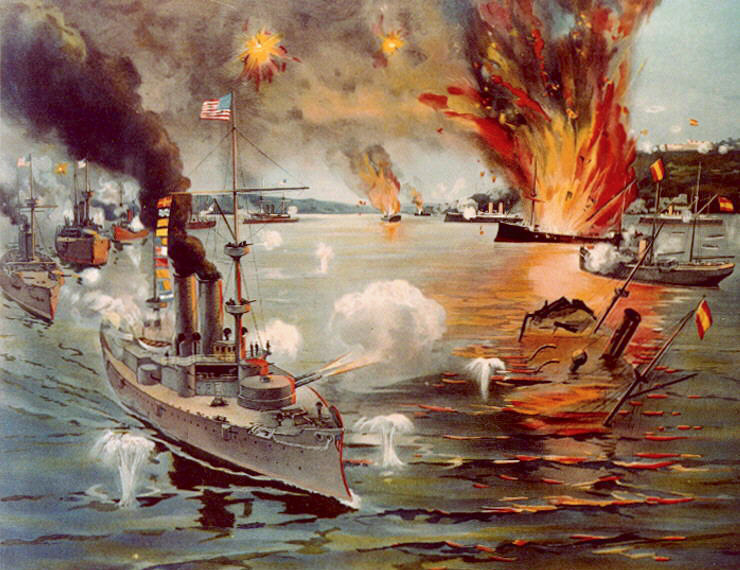
USS Olympia

In de morgenuren van 1 mei 1898 zag Dewey de Spaanse Vloot - 7 kruisers, 5 kanonneer- en 2 torpedoboten - verschanst in de haven van Cavite. Dewey naderde, zocht een gunstige positie en opende het vuur. De USS Olympia voerde de slaglinie aan die na elk salvo naderbij kwam. Commandant Dewey riep vanop zijn open brug zijn vlagofficier toe:
"Geef vuur zodra je klaar bent, Gridley !"
De vuurleider Gridley, stond boven op de open toren om een beter overzicht te hebben op de strijd. Van beide zijden vloog een stroom van granaten naar de pantserschepen. Weldra was de baai gehuld in dikke rook. De kanonneerboot onder bevel van Edward Merritt Hughes voer de haven in en beschoot vijf Spaanse schepen. Voor deze prestatie werd hij geprezen en met vijf rangen in officiersrang bevorderd.
In de hete, broeierige morgen bedienden de kanonniers met ontbloot bovenlijf de kanonnen op het gloeiende dek. Beneden in de machinekamers, in de hitte wierpen de stokers in hoog tempo kolen op de vuren om vaart te blijven behouden. Door het dreunen van de stukken werden de dekken en bemanning besproeid met roet en stoom uit de schuddende pijpen. Toen de kruitdamp zo dicht werd als zware mist, brak commandant Dewey de aanval af en voer naar de overzijde van de baai, voor het ontbijt en een korte rust.

## De balans

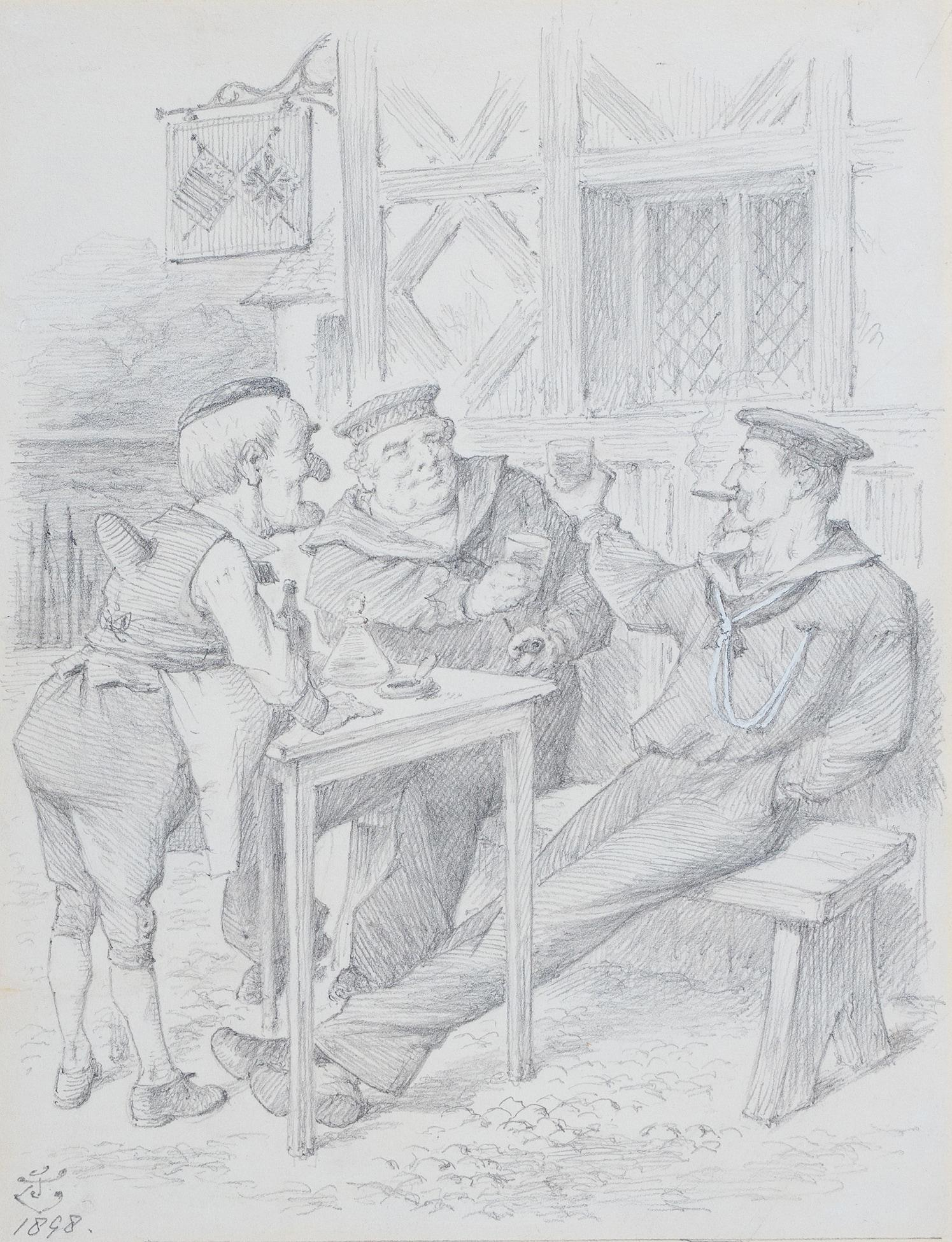
"Mr Punch en Britannia brengen een toast uit op de VS na Spanje werd verslagen in de Slag in de Baai van Manilla" (1898), door John Tenniel

De Spaanse viceadmiraal Patricio Montojo y Pasarón zou die rust niet verstoren. Zijn schepen waren ernstig beschadigd en hij dacht dat de slag voorbij was. Maar al gauw kwamen de Amerikaanse oorlogsschepen opnieuw in actie en beschoten met 100 tot 250 pond wegende projectielen de Spaanse schepen. De granaten brachten grote vernielingen in de bepantsering van de Spaanse oorlogsschepen. Nadat twee Spaanse schepen tot zinken werden gebracht en acht in brand stonden, streek de Spaanse viceadmiraal Montojo de vlag. Hij had 161 gesneuvelden en 210 gewonden.
Commandant Dewey telde slechts enkele gewonden. Wel was er één man gesneuveld en één iemand kreeg een dodelijk hartinfarct. Zijn overwinning en de beslissende Slag bij Santiago twee maanden later, betekende het einde van het aandeel van de Spaanse marine in deze zeeoorlog en verloor het zijn monopolie op de Filipijnen en Cuba. De Filipijnen, Cuba en Puerto Rico werden bezet door de Verenigde Staten, en daarmee begon voor het land een nieuw tijdperk.
De USS Olympia is thans opgelegd en dient als maritiem museumschip te Philadelphia.

## Betrokken schepen

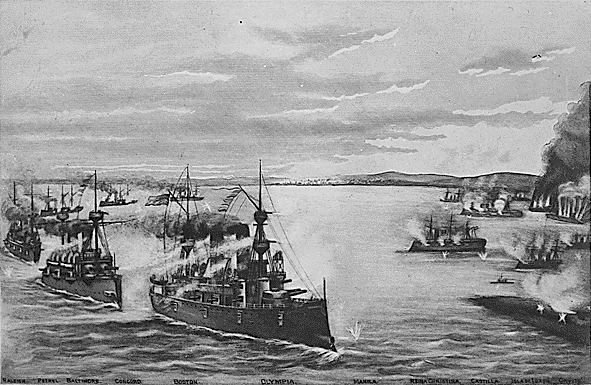
De zeeslag in de Baai van Manilla op 1 mei 1898, naar een lithografie van Butler, Thomas & Company 1899

### Verenigde Staten
- USS Olympia (C-6) (Vlaggenschip)
- USS Baltimore (C-3)
- USS Raleigh (C-8)
- USS Petrel (PG-2)
- USS Concord (PG-3)
- USS Boston (1884)
- USRC McCulloch
- USS Nanshan (AG-3)
- USS Zafiro (1898)

### Spanje
- Reina Cristina, vlaggenschip, ongepantserde kruiser, 3042 ton, 6x 160mm-kanonnen, 16 knopen
- Castilla, ongepantserde kruiser, 3289 ton, 4x 150mm-kanonnen en 2 x 120mm-kanonnen, kon door defect enkel drijven, niet varen
- Don Antonio de Ulloa, ongepantserde kruiser, 1152 ton, 4x 120mm-kanonnen, 13 knopen
- Don Juan de Austria, ongepantserde kruiser, 1152 ton, 4x 120mm-kanonnen, 13 knopen
- Isla de Cuba, gepantserde kruiser, 1030 ton, 6x 120mm-kanonnen, 14 knopen
- Isla de Luzón, gepantserde kruiser, 1030 ton, 6x 120mm-kanonnen, 14 knopen
- Marques del Duero, kanonneerboot, 492 ton, 1x 160mm-kanon en 2x 120mm-kanonnen, 10 knopen
- Velasco, ongepantserde kruiser, vocht niet mee, stoomketels in reparatie
- Mindanao, bewapend transportschip, vocht niet mee
- El Coreo, vocht niet mee, kanonneerboot
- General Lezo, vocht niet mee, kanonneerboot
- Argos, vocht niet mee, kanonneerboot